# تکیه نفرآباد
تکیه نفرآباد مربوط به دوره قاجار است و در منطقه ۲۰ شهرداری تهران، شهرری جنب ضلع شرقی حرم سیدالکریم در محله نفرآباد واقع شده و این اثر در تاریخ ۱۰۶۰ ساخته شده‌است ولی این اثر ثبت ملی نگردیده و در آستانه خراب شدن توسط آستانه حرم حضرت عبدالعظیم می‌باشد. تکیهٔ بزرگ نفرآباد بعد از قریب به چهارصد سال همچنان محل برگزاری مراسم عزاداریهای ماه‌های محرم و صفر می‌باشد سردر این تکیه کاشی کاری است و روی این کاش کاری‌ها لحظه کشته شدن علی اکبر نقش بسته‌است. نمای بیرونی دیوارها آجری است و فضای تاریخی تهران قدیم را یادآوری می‌کند. در حال حاضر این تکیه قدیمی‌ترین تکیهٔ تهران می‌باشد.